# Torneo Independencia 2010 Liga de Nuevos Talentos
El Torneo Independencia 2010 de la Liga de Nuevos Talentos fue el 27º corto que abrió la LXII temporada de la Segunda División. Contó con la participación de 25 equipos. Los Cachorros de la UANL se proclamaron campeones de la categoría tras vencer al Académicos.
El sistema de competición de este torneo es el mismo del Torneo Revolución 2011. Este se desarrolla en dos fases:
- Fase de calificación: que se integra por las 12 o 13 jornadas del torneo.
- Fase final: que se integra por los partidos de ida y vuelta en rondas de cuartos de final, de semifinal y final.

### Fase de calificación
En la fase de calificación se observará el sistema de puntos. La ubicación en la tabla general está sujeta a lo siguiente:
En la fase de calificación se observará el sistema de puntos, apareciendo en los calendarios de juego 
primero el nombre del club local seguido del nombre del club visitante. 
La ubicación en las Tablas de Clasificación por Grupo estará sujeta al número de puntos obtenidos en 
cada partido de acuerdo al resultado. 
- Por juego ganado: 3 puntos
  - Si el equipo visitante gana el juego por diferencia de dos goles, se le otorgará 1 punto adicional. Aplica únicamente para partidos jugados; no aplica para partidos ganados por motivo de resolución.

- Por juego empatado: 1 punto
  - Tratándose de empates a dos o más goles, será obligatoria la participación de los Equipos participantes en una serie de tiros penales, conforme al criterio establecido en el Artículo 31 del presente Reglamento; otorgándosele 1 punto adicional al Equipo que resulte ganador de dicha serie.

- Por juego perdido: 0 puntos

En esta fase participan los 25 Clubes de la Liga de Nuevos Talentos jugando en cada grupo todos contra todos durante las jornadas respectivas, a un solo partido.
El orden de los clubes al final de la Fase de Calificación del torneo corresponderá a la suma de los puntos obtenidos por cada uno de ellos y se presentará en forma descendente. Si al finalizar las 12 o 13 jornadas del torneo, dos o más clubes estuviesen empatados en puntos, su posición en la Tabla general será determinada atendiendo a los siguientes criterios de desempate:
1. Mejor diferencia entre los goles anotados y recibidos.
2. Mayor número de goles anotados.
3. Marcadores particulares entre los Clubes empatados.
4. Mayor número de goles anotados como visitante.
5. Mejor ubicado en la Tabla general de cociente.
6. Tabla Fair Play.
7. Sorteo.

Para determinar los lugares que ocuparán los clubes que participen en la fase final del torneo se tomará como base la Tabla general de clasificación.
Participan automáticamente por el título de Campeón de la Liga de Nuevos Talentos los primeros 4 lugares de cada grupo o los 8 mejores cocientes de la tabla de promedios (8 en total).

### Fase final
Los 8 clubes calificados para esta fase del torneo serán reubicados de acuerdo con el lugar que ocupen en la Tabla de Promedios al término de la jornada 12 o 13, con el puesto del número uno al club con el mejor cociente, y así hasta el #8. Los partidos a esta fase se desarrollarán a visita, en las siguientes etapas:
- Cuartos de final
- Semifinales
- Final

Los clubes vencedores en los partidos de cuartos de final y semifinal serán aquellos que en los dos juegos anoten el mayor número de goles. De existir empate en el número de goles anotados, la posición se definirá a favor del club con mayor cantidad de goles a favor cuando actúe como visitante.
Si una vez aplicado el criterio anterior los clubes siguieran empatados, se observará la posición de los clubes en la Tabla general de clasificación.
Los partidos correspondientes a la fase final se jugarán obligatoriamente los días miércoles y sábado, y jueves y domingo eligiendo, en su caso, exclusivamente en forma descendente, los cuatro Clubes mejor clasificados en la Tabla general al término de la jornada 13, el día y horario de su partido como local. Los siguientes cuatro Clubes podrán elegir únicamente el horario.
El Club vencedor de la Final y por lo tanto Campeón, será aquel que en los dos partidos anote el mayor número de goles. Si al término del tiempo reglamentario el partido está empatado, se agregarán dos tiempos extras de 15 minutos cada uno. De persistir el empate en estos periodos, se procederá a lanzar tiros penales hasta que resulte un vencedor.
Los partidos de cuartos de final se jugarán de la siguiente manera:
2o vs 7o 
3o vs 6o 
En las Semifinales participarán los cuatro Clubes vencedores de cuartos de final, reubicándolos del uno al cuatro, de acuerdo a su mejor posición en la Tabla general de clasificación al término de la jornada 15 del torneo correspondiente, enfrentándose:
Disputarán el título de Campeón de los Torneos Independencia 2010 y Revolución 2011 los dos clubes vencedores de la fase semifinal correspondiente, reubicándolos del uno al dos, de acuerdo a su mejor posición en la Tabla general de clasificación al término de las jornadas de cada torneo.

## Equipos participantes

### Zona 1
| Equipo                 | Ciudad                        | Estadio                                   |
| ---------------------- | ----------------------------- | ----------------------------------------- |
| Alto Rendimiento Tuzo  | San Agustín Tlaxiaca, Hidalgo | Universidad del Fútbol                    |
| América Coapa          | México, D.F.                  | Club América Coapa Cancha n.º 2           |
| Chetumal F.C.          | Chetumal, Quintana Roo        | 10 de Abril                               |
| Coyotes de Xalapa      | Xalapa, Veracruz              | Antonio M. Quirazco                       |
| Cuautla                | Cuautla, Morelos              | Isidro Gil Tapia                          |
| Emperadores de Texcoco | Texcoco, Estado de México     | Municipal de Papalotla                    |
| FICUMDEP Xalapa        | Xalapa, Veracruz              | Deportivo Los Pinos                       |
| Lobos Prepa            | Puebla, Puebla                | Ciudad Universitaria Puebla               |
| Lobos París Poza Rica  | Poza Rica, Veracruz           | 18 de marzo / Seminario Menor Acoxpa      |
| Tarascos Uruapan       | Uruapan, Michoacán            | Unidad Deportiva Hermanos López Rayón     |
| U.A. de Hidalgo        | Pachuca, Hidalgo              | Club Hidalguense / Universidad del Fútbol |
| Valle del Mezquital    | Tezontepec, Hidalgo           | San Juan                                  |

### Zona 2
| Equipo                              | Ciudad                    | Estadio                              |
| ----------------------------------- | ------------------------- | ------------------------------------ |
| Académicos                          | Zapopan, Jalisco          | Alfredo "Pistache" Torres            |
| C.D. Apodaca                        | Apodaca, Nuevo León       | Unidad Deportiva La Talaverna        |
| Atlético Zamora                     | Zamora, Michoacán         | Unidad Deportiva El Chamizal         |
| Cachorros León                      | León, Guanajuato          | Casa Club León                       |
| Cachorros UANL                      | Zuazua, Nuevo León        | Instalaciones de Zuazua              |
| Durango "B"                         | Durango, Durango          | Francisco Zarco                      |
| Estudiantes Tecos "B"               | Zapopan, Jalisco          | Deportivo UAG                        |
| Indios Cuauhtémoc                   | Ciudad Juárez, Chihuahua  | Complejo Yvasa                       |
| Loritos de la Universidad de Colima | Colima, Colima            | Olímpico Universitario de Colima     |
| Orinegros de Ciudad Madero          | Ciudad Madero, Tamaulipas | Tamaulipas                           |
| C.D. Oro                            | Guadalajara, Jalisco      | Colegio Once México                  |
| Topos de Reynosa                    | Reynosa, Tamaulipas       | Unidad Deportiva Solidaridad         |
| UAZ                                 | Zacatecas, Zacatecas      | Universitario Unidad Deportiva Norte |

## Grupos

### Grupo 1
| Pos. | Equipo                          | Pts. | PJ | G | E | P | GF | GC | Dif. | Clasificación       |
| ---- | ------------------------------- | ---- | -- | - | - | - | -- | -- | ---- | ------------------- |
| 1    | Chetumal F.C.                   | 28   | 11 | 9 | 1 | 1 | 33 | 9  | +24  | Liguilla de ascenso |
| 2    | Universidad Autónoma de Hidalgo | 26   | 11 | 7 | 3 | 1 | 20 | 9  | +11  | Liguilla de ascenso |
| 3    | Lobos Prepa                     | 25   | 11 | 6 | 4 | 1 | 19 | 6  | +13  | Liguilla de ascenso |
| 4    | América Coapa                   | 23   | 11 | 7 | 1 | 3 | 28 | 12 | +16  | Liguilla de ascenso |
| 5    | Cuautla                         | 21   | 11 | 6 | 2 | 3 | 22 | 16 | +6   |                     |
| 6    | Tarascos Uruapan                | 17   | 11 | 5 | 1 | 5 | 34 | 28 | +6   |                     |
| 7    | Valle del Mezquital             | 15   | 11 | 4 | 2 | 5 | 20 | 25 | −5   |                     |
| 8    | Alto Rendimiento Tuzo           | 11   | 11 | 2 | 5 | 4 | 13 | 19 | −6   |                     |
| 9    | FICUMDEP Xalapa                 | 9    | 11 | 2 | 2 | 7 | 10 | 20 | −10  |                     |
| 10   | Coyotes de Xalapa               | 9    | 11 | 1 | 4 | 6 | 10 | 24 | −14  |                     |
| 11   | Emperadores de Texcoco          | 9    | 11 | 3 | 0 | 8 | 17 | 36 | −19  |                     |
| 12   | Lobos París Poza Rica           | 5    | 11 | 0 | 3 | 8 | 9  | 31 | −22  |                     |

 Fuente: RSSSF

### Grupo 2
| Pos. | Equipo                              | Pts. | PJ | G | E | P  | GF | GC | Dif. | Clasificación       |
| ---- | ----------------------------------- | ---- | -- | - | - | -- | -- | -- | ---- | ------------------- |
| 1    | Indios Cuauhtémoc                   | 29   | 12 | 8 | 3 | 1  | 27 | 7  | +20  | Liguilla de ascenso |
| 2    | Cachorros de la UANL (C)            | 27   | 12 | 7 | 4 | 1  | 35 | 18 | +17  | Liguilla de ascenso |
| 3    | Cachorros León                      | 27   | 12 | 8 | 2 | 2  | 23 | 12 | +11  | Liguilla de ascenso |
| 4    | Académicos de Atlas                 | 26   | 12 | 7 | 4 | 1  | 34 | 11 | +23  | Liguilla de ascenso |
| 5    | Loritos de la Universidad de Colima | 23   | 12 | 5 | 4 | 3  | 32 | 22 | +10  |                     |
| 6    | Durango "B"                         | 17   | 12 | 4 | 3 | 5  | 21 | 17 | +4   |                     |
| 7    | Atlético Zamora                     | 16   | 12 | 3 | 5 | 4  | 17 | 19 | −2   |                     |
| 8    | Estudiantes Tecos "B"               | 16   | 12 | 5 | 1 | 6  | 17 | 21 | −4   |                     |
| 9    | Topos de Reynosa                    | 15   | 12 | 4 | 2 | 6  | 15 | 22 | −7   |                     |
| 10   | C.D. Oro                            | 14   | 12 | 3 | 4 | 5  | 16 | 33 | −17  |                     |
| 11   | Universidad Autónoma de Zacatecas   | 10   | 12 | 1 | 5 | 6  | 12 | 23 | −11  |                     |
| 12   | Orinegros de Ciudad Madero          | 10   | 12 | 3 | 1 | 8  | 20 | 36 | −16  |                     |
| 13   | C.D. Apodaca                        | 2    | 12 | 0 | 2 | 10 | 7  | 35 | −28  |                     |

 Fuente: RSSSF

## Tabla general
| Pos. | Equipo                              | Pts. | PJ | G | E | P  | GF | GC | Dif. | Clasificación       |
| ---- | ----------------------------------- | ---- | -- | - | - | -- | -- | -- | ---- | ------------------- |
| 1    | Indios Cuauhtémoc                   | 29   | 12 | 8 | 3 | 1  | 27 | 7  | +20  | Liguilla de ascenso |
| 2    | Chetumal F.C.                       | 28   | 11 | 9 | 1 | 1  | 33 | 9  | +24  | Liguilla de ascenso |
| 3    | Cachorros de la UANL (C)            | 27   | 12 | 7 | 4 | 1  | 35 | 18 | +17  | Liguilla de ascenso |
| 4    | Cachorros León                      | 27   | 12 | 8 | 2 | 2  | 23 | 12 | +11  | Liguilla de ascenso |
| 5    | Académicos de Atlas                 | 26   | 12 | 7 | 4 | 1  | 34 | 11 | +23  | Liguilla de ascenso |
| 6    | Universidad Autónoma de Hidalgo     | 26   | 11 | 7 | 3 | 1  | 20 | 9  | +11  | Liguilla de ascenso |
| 7    | Lobos Prepa                         | 25   | 11 | 6 | 4 | 1  | 19 | 6  | +13  | Liguilla de ascenso |
| 8    | América Coapa                       | 23   | 11 | 7 | 1 | 3  | 28 | 12 | +16  | Liguilla de ascenso |
| 9    | Loritos de la Universidad de Colima | 23   | 12 | 5 | 4 | 3  | 32 | 22 | +10  |                     |
| 10   | Cuautla                             | 21   | 11 | 6 | 2 | 3  | 22 | 16 | +6   |                     |
| 11   | Tarascos Uruapan                    | 17   | 11 | 5 | 1 | 5  | 34 | 28 | +6   |                     |
| 12   | Durango "B"                         | 17   | 12 | 4 | 3 | 5  | 21 | 17 | +4   |                     |
| 13   | Atlético Zamora                     | 16   | 12 | 3 | 5 | 4  | 17 | 19 | −2   |                     |
| 14   | Estudiantes Tecos "B"               | 16   | 12 | 5 | 1 | 6  | 17 | 21 | −4   |                     |
| 15   | Valle del Mezquital                 | 15   | 11 | 4 | 2 | 5  | 20 | 25 | −5   |                     |
| 16   | Topos de Reynosa                    | 15   | 12 | 4 | 2 | 6  | 15 | 22 | −7   |                     |
| 17   | C.D. Oro                            | 14   | 12 | 3 | 4 | 5  | 16 | 33 | −17  |                     |
| 18   | Alto Rendimiento Tuzo               | 11   | 11 | 2 | 5 | 4  | 13 | 19 | −6   |                     |
| 19   | Universidad Autónoma de Zacatecas   | 10   | 12 | 1 | 5 | 6  | 12 | 23 | −11  |                     |
| 20   | Orinegros de Ciudad Madero          | 10   | 12 | 3 | 1 | 8  | 20 | 36 | −16  |                     |
| 21   | FICUMDEP Xalapa                     | 9    | 11 | 2 | 2 | 7  | 10 | 20 | −10  |                     |
| 22   | Coyotes de Xalapa                   | 9    | 11 | 1 | 4 | 6  | 10 | 24 | −14  |                     |
| 23   | Emperadores de Texcoco              | 9    | 11 | 3 | 0 | 8  | 17 | 36 | −19  |                     |
| 24   | Lobos París Poza Rica               | 5    | 11 | 0 | 3 | 8  | 9  | 31 | −22  |                     |
| 25   | C.D. Apodaca                        | 2    | 12 | 0 | 2 | 10 | 7  | 35 | −28  |                     |

 Fuente: RSSSF

## Torneo regular
| Jornada 1           | Jornada 1 | Jornada 1               | Jornada 1                            | Jornada 1    | Jornada 1   | Jornada 1 | Jornada 1 | Jornada 1 | Jornada 1 | Jornada 1 |
| Grupo A             | Grupo A   | Grupo A                 | Grupo A                              | Grupo A      | Grupo A     | Grupo A   | Grupo A   | Grupo A   | Grupo A   | Grupo A   |
| Local               | Resultado | Visitante               | Estadio                              | Fecha        | Hora        |           |           |           |           |           |
| ------------------- | --------- | ----------------------- | ------------------------------------ | ------------ | ----------- | --------- | --------- | --------- | --------- | --------- |
| U.A. de Hidalgo     | 0 - 0     | Emperadores de Texcoco  | Club Hidalguense                     | 27 de agosto | 12:00       |           |           |           |           |           |
| Valle del Mezquital | 2 - 1     | Coyotes de Xalapa       | San Juan                             | 28 de agosto | 12:00       |           |           |           |           |           |
| FICUMDEP Xalapa     | 2 - 0     | Lobos París Poza Rica   | Deportivo Los Pinos                  | 28 de agosto | 15:30       |           |           |           |           |           |
| Chetumal FC         | 2 - 0     | América Coapa           | 10 de Abril                          | 28 de agosto | 17:00       |           |           |           |           |           |
| Tarascos Uruapan    | 2 - 2     | A.R. Tuzo               | U.D. Hermanos López Rayón            | 29 de agosto | 15:00       |           |           |           |           |           |
| Cuautla             | 3 - 0     | Lobos Prepa             | Isidro Gil Tapia                     | 29 de agosto | 16:00       |           |           |           |           |           |
| Grupo B             |           |                         |                                      |              |             |           |           |           |           |           |
| Local               | Resultado | Visitante               | Estadio                              | Fecha        | Hora        |           |           |           |           |           |
| CD Apodaca          | 1 - 5     | Cachorros UANL          | Unidad Deportiva La Talaverna        | 28 de agosto | 11:00       |           |           |           |           |           |
| Atlético Zamora     | 1 - 3     | Académicos              | 20 de Noviembre                      | 28 de agosto | 15:15       |           |           |           |           |           |
| Topos de Reynosa    | 2 - 2     | Orinegros Ciudad Madero | Unidad Deportiva Solidaridad         | 28 de agosto | 17:00       |           |           |           |           |           |
| UAZ                 | 0 - 0     | Indios Cuauhtémoc       | Universitario Unidad Deportiva Norte | 28 de agosto | 19:15       |           |           |           |           |           |
| Cachorros León      | 1 - 0     | Estudiantes Tecos "B"   | Casa Club León                       | 29 de agosto | 11:00       |           |           |           |           |           |
| Loritos U. de C.    | 4 - 0     | CD Oro                  | Olímpico Universitario de Colima     | 29 de agosto | 12:00       |           |           |           |           |           |
| DESCANSO            | DESCANSO  | DESCANSO                | Durango "B"                          | Durango "B"  | Durango "B" |           |           |           |           |           |

| Jornada 2               | Jornada 2 | Jornada 2         | Jornada 2                      | Jornada 2       | Jornada 2       | Jornada 2 | Jornada 2 | Jornada 2 | Jornada 2 | Jornada 2 |
| Grupo A                 | Grupo A   | Grupo A           | Grupo A                        | Grupo A         | Grupo A         | Grupo A   | Grupo A   | Grupo A   | Grupo A   | Grupo A   |
| Local                   | Resultado | Visitante         | Estadio                        | Fecha           | Hora            |           |           |           |           |           |
| ----------------------- | --------- | ----------------- | ------------------------------ | --------------- | --------------- | --------- | --------- | --------- | --------- | --------- |
| Emperadores de Texcoco  | 2 - 1     | FICUMDEP Xalapa   | Municipal Papalotla            | 3 de septiembre | 11:00           |           |           |           |           |           |
| América Coapa           | 6 - 1     | Tarascos Uruapan  | Inst. Club América Coapa       | 3 de septiembre | 15:00           |           |           |           |           |           |
| A.R. Tuzo               | 2 - 3     | Cuautla           | Universidad del Fútbol         | 4 de septiembre | 11:00           |           |           |           |           |           |
| Valle del Mezquital     | 1 - 4     | Chetumal FC       | San Juan                       | 4 de septiembre | 12:00           |           |           |           |           |           |
| Lobos Prepa             | 1 - 0     | U.A. de Hidalgo   | Ciudad Universitaria Puebla    | 4 de septiembre | 13:00           |           |           |           |           |           |
| Lobos París Poza Rica   | 1 - 1     | Coyotes de Xalapa | 18 de marzo                    | 4 de septiembre | 20:00           |           |           |           |           |           |
| Grupo B                 |           |                   |                                |                 |                 |           |           |           |           |           |
| Local                   | Resultado | Visitante         | Estadio                        | Fecha           | Hora            |           |           |           |           |           |
| Indios Cuauhtémoc       | 2 - 0     | Durango "B"       | Complejo Yvasa                 | 3 de septiembre | 15:00           |           |           |           |           |           |
| Orinegros Ciudad Madero | 3 - 1     | UAZ               | Unidad Deportiva Ciudad Madero | 3 de septiembre | 20:00           |           |           |           |           |           |
| Cachorros UANL          | 5 - 0     | Loritos U. de C.  | Instalaciones de Zuazua        | 4 de septiembre | 10:00           |           |           |           |           |           |
| Estudiantes Tecos "B"   | 0 - 3     | Topos de Reynosa  | Deportivo UAG                  | 4 de septiembre | 11:00           |           |           |           |           |           |
| CD Oro                  | 3 - 2     | Cachorros León    | Colegio Once México            | 4 de septiembre | 12:00           |           |           |           |           |           |
| Académicos              | 6 - 0     | CD Apodaca        | Club Atlas Chapalita           | 5 de septiembre | 13:00           |           |           |           |           |           |
| DESCANSO                | DESCANSO  | DESCANSO          | Atlético Zamora                | Atlético Zamora | Atlético Zamora |           |           |           |           |           |

| Jornada 3         | Jornada 3 | Jornada 3               | Jornada 3                            | Jornada 3        | Jornada 3  | Jornada 3 | Jornada 3 | Jornada 3 | Jornada 3 | Jornada 3 |
| Grupo A           | Grupo A   | Grupo A                 | Grupo A                              | Grupo A          | Grupo A    | Grupo A   | Grupo A   | Grupo A   | Grupo A   | Grupo A   |
| Local             | Resultado | Visitante               | Estadio                              | Fecha            | Hora       |           |           |           |           |           |
| ----------------- | --------- | ----------------------- | ------------------------------------ | ---------------- | ---------- | --------- | --------- | --------- | --------- | --------- |
| Coyotes de Xalapa | 4 - 0     | Emperadores de Texcoco  | Antonio M. Quirazco                  | 10 de septiembre | 20:30      |           |           |           |           |           |
| A.R. Tuzo         | 0 - 2     | América Coapa           | Universidad del Fútbol               | 11 de septiembre | 11:00      |           |           |           |           |           |
| FICUMDEP Xalapa   | 0 - 0     | Lobos Prepa             | Deportivo Los Pinos                  | 11 de septiembre | 15:00      |           |           |           |           |           |
| Chetumal FC       | 5 - 0     | Lobos París Poza Rica   | 10 de Abril                          | 11 de septiembre | 17:00      |           |           |           |           |           |
| Tarascos Uruapan  | 4 - 2     | Valle del Mezquital     | U.D. Hermanos López Rayón            | 12 de septiembre | 15:00      |           |           |           |           |           |
| Cuautla           | 0 - 1     | U.A. de Hidalgo         | Isidro Gil Tapia                     | 12 de septiembre | 16:00      |           |           |           |           |           |
| Grupo B           |           |                         |                                      |                  |            |           |           |           |           |           |
| Local             | Resultado | Visitante               | Estadio                              | Fecha            | Hora       |           |           |           |           |           |
| Durango "B"       | 5 - 1     | Orinegros Ciudad Madero | Francisco Zarco                      | 10 de septiembre | 16:00      |           |           |           |           |           |
| CD Apodaca        | 1 - 3     | Loritos U. de C.        | Unidad Deportiva La Talaverna        | 11 de septiembre | 11:00      |           |           |           |           |           |
| Atlético Zamora   | 0 - 0     | Indios Cuauhtémoc       | Unidad Deportiva El Chamizal         | 11 de septiembre | 15:15      |           |           |           |           |           |
| Topos de Reynosa  | 1 - 0     | CD Oro                  | Unidad Deportiva Solidaridad         | 11 de septiembre | 17:00      |           |           |           |           |           |
| UAZ               | 1 - 0     | Estudiantes Tecos "B"   | Universitario Unidad Deportiva Norte | 11 de septiembre | 19:15      |           |           |           |           |           |
| Cachorros León    | 3 - 2     | Cachorros UANL          | Casa Club León                       | 12 de septiembre | 11:00      |           |           |           |           |           |
| DESCANSO          | DESCANSO  | DESCANSO                | Académicos                           | Académicos       | Académicos |           |           |           |           |           |

| Jornada 4               | Jornada 4 | Jornada 4           | Jornada 4                        | Jornada 4        | Jornada 4  | Jornada 4 | Jornada 4 | Jornada 4 | Jornada 4 | Jornada 4 |
| Grupo A                 | Grupo A   | Grupo A             | Grupo A                          | Grupo A          | Grupo A    | Grupo A   | Grupo A   | Grupo A   | Grupo A   | Grupo A   |
| Local                   | Resultado | Visitante           | Estadio                          | Fecha            | Hora       |           |           |           |           |           |
| ----------------------- | --------- | ------------------- | -------------------------------- | ---------------- | ---------- | --------- | --------- | --------- | --------- | --------- |
| Emperadores de Texcoco  | 2 - 4     | Chetumal FC         | Municipal Papalotla              | 17 de septiembre | 11:00      |           |           |           |           |           |
| U.A. de Hidalgo         | 1 - 0     | FICUMDEP Xalapa     | Club Hidalguense                 | 17 de septiembre | 12:00      |           |           |           |           |           |
| América Coapa           | 1 - 1     | Cuautla             | Inst. Club América Coapa         | 17 de septiembre | 15:00      |           |           |           |           |           |
| A.R. Tuzo               | 2 - 1     | Valle del Mezquital | Universidad del Fútbol           | 18 de septiembre | 11:00      |           |           |           |           |           |
| Lobos Prepa             | 0 - 0     | Coyotes de Xalapa   | Ciudad Universitaria Puebla      | 18 de septiembre | 13:00      |           |           |           |           |           |
| Lobos París Poza Rica   | 0 - 4     | Tarascos Uruapan    | N.D.                             | 27 de octubre    | 13:00      |           |           |           |           |           |
| Grupo B                 |           |                     |                                  |                  |            |           |           |           |           |           |
| Local                   | Resultado | Visitante           | Estadio                          | Fecha            | Hora       |           |           |           |           |           |
| Cachorros UANL          | 5 - 3     | Topos de Reynosa    | Instalaciones de Zuazua          | 15 de septiembre | 10:00      |           |           |           |           |           |
| Estudiantes Tecos "B"   | 3 - 2     | Durango "B"         | Deportivo UAG                    | 15 de septiembre | 11:00      |           |           |           |           |           |
| Loritos U. de C.        | 2 - 1     | Cachorros León      | Olímpico Universitario de Colima | 15 de septiembre | 12:00      |           |           |           |           |           |
| CD Oro                  | 3 - 3     | UAZ                 | Colegio Once México              | 15 de septiembre | 12:00      |           |           |           |           |           |
| Indios Cuauhtémoc       | 2 - 0     | Académicos          | Complejo Yvasa                   | 16 de septiembre | 15:00      |           |           |           |           |           |
| Orinegros Ciudad Madero | 3 - 2     | Atlético Zamora     | Tamaulipas                       | 10 de noviembre  | 16:00      |           |           |           |           |           |
| DESCANSO                | DESCANSO  | DESCANSO            | CD Apodaca                       | CD Apodaca       | CD Apodaca |           |           |           |           |           |

| Jornada 5         | Jornada 5 | Jornada 5               | Jornada 5                            | Jornada 5         | Jornada 5         | Jornada 5 | Jornada 5 | Jornada 5 | Jornada 5 | Jornada 5 |
| Grupo A           | Grupo A   | Grupo A                 | Grupo A                              | Grupo A           | Grupo A           | Grupo A   | Grupo A   | Grupo A   | Grupo A   | Grupo A   |
| Local             | Resultado | Visitante               | Estadio                              | Fecha             | Hora              |           |           |           |           |           |
| ----------------- | --------- | ----------------------- | ------------------------------------ | ----------------- | ----------------- | --------- | --------- | --------- | --------- | --------- |
| América Coapa     | 4 - 1     | Valle del Mezquital     | Inst. Club América Coapa             | 24 de septiembre  | 15:00             |           |           |           |           |           |
| Coyotes de Xalapa | 2 - 2     | U.A. de Hidalgo         | Antonio M. Quirazco                  | 24 de septiembre  | 20:30             |           |           |           |           |           |
| A.R. Tuzo         | 1 - 1     | Lobos París Poza Rica   | Universidad del Fútbol               | 25 de septiembre  | 11:00             |           |           |           |           |           |
| Tarascos Uruapan  | 9 - 2     | Emperadores de Texcoco  | U.D. Hermanos López Rayón            | 26 de septiembre  | 15:00             |           |           |           |           |           |
| Cuautla           | 4 - 1     | FICUMDEP Xalapa         | Isidro Gil Tapia                     | 26 de septiembre  | 16:00             |           |           |           |           |           |
| Chetumal FC       | 3 - 0     | Lobos Prepa             | 10 de Abril                          | Otorgado          | Otorgado          |           |           |           |           |           |
| Grupo B           |           |                         |                                      |                   |                   |           |           |           |           |           |
| Local             | Resultado | Visitante               | Estadio                              | Fecha             | Hora              |           |           |           |           |           |
| CD Apodaca        | 0 - 1     | Cachorros León          | Unidad Deportiva La Talaverna        | 18 de septiembre  | 11:00             |           |           |           |           |           |
| Atlético Zamora   | 0 - 1     | Estudiantes Tecos "B"   | Unidad Deportiva El Chamizal         | 18 de septiembre  | 15:15             |           |           |           |           |           |
| Durango "B"       | 6 - 0     | CD Oro                  | Francisco Zarco                      | 18 de septiembre  | 16:00             |           |           |           |           |           |
| Topos de Reynosa  | 1 - 1     | Loritos U. de C.        | Unidad Deportiva Solidaridad         | 18 de septiembre  | 17:00             |           |           |           |           |           |
| UAZ               | 2 - 3     | Cachorros UANL          | Universitario Unidad Deportiva Norte | 18 de septiembre  | 19:15             |           |           |           |           |           |
| Académicos        | 3 - 0     | Orinegros Ciudad Madero | Club Atlas Chapalita                 | 19 de septiembre  | 11:00             |           |           |           |           |           |
| DESCANSO          | DESCANSO  | DESCANSO                | Indios Cuauhtémoc                    | Indios Cuauhtémoc | Indios Cuauhtémoc |           |           |           |           |           |

| Jornada 6              | Jornada 6 | Jornada 6         | Jornada 6                        | Jornada 6               | Jornada 6               | Jornada 6 | Jornada 6 | Jornada 6 | Jornada 6 | Jornada 6 |
| Grupo A                | Grupo A   | Grupo A           | Grupo A                          | Grupo A                 | Grupo A                 | Grupo A   | Grupo A   | Grupo A   | Grupo A   | Grupo A   |
| Local                  | Resultado | Visitante         | Estadio                          | Fecha                   | Hora                    |           |           |           |           |           |
| ---------------------- | --------- | ----------------- | -------------------------------- | ----------------------- | ----------------------- | --------- | --------- | --------- | --------- | --------- |
| Emperadores de Texcoco | 3 - 1     | A.R. Tuzo         | Municipal Papalotla              | 1 de octubre            | 11:00                   |           |           |           |           |           |
| Valle del Mezquital    | 2 - 2     | Cuautla           | San Juan                         | 2 de octubre            | 12:00                   |           |           |           |           |           |
| Lobos Prepa            | 6 - 1     | Tarascos Uruapan  | Ciudad Universitaria Puebla      | 2 de octubre            | 13:00                   |           |           |           |           |           |
| FICUMDEP Xalapa        | 1 - 0     | Coyotes de Xalapa | Deportivo Los Pinos              | 2 de octubre            | 15:00                   |           |           |           |           |           |
| Lobos París Poza Rica  | 1 - 4     | América Coapa     | 18 de marzo                      | 2 de octubre            | 20:00                   |           |           |           |           |           |
| U.A. de Hidalgo        | 1 - 1     | Chetumal FC       | Universidad del Fútbol           | 19 de octubre           | 12:00                   |           |           |           |           |           |
| Grupo B                |           |                   |                                  |                         |                         |           |           |           |           |           |
| Local                  | Resultado | Visitante         | Estadio                          | Fecha                   | Hora                    |           |           |           |           |           |
| Indios Cuauhtémoc      | 8 - 1     | CD Apodaca        | Complejo Yvasa                   | 24 de septiembre        | 15:00                   |           |           |           |           |           |
| Cachorros UANL         | 1 - 0     | Durango "B"       | Instalaciones de Zuazua          | 25 de septiembre        | 10:00                   |           |           |           |           |           |
| Estudiantes Tecos "B"  | 2 - 3     | Académicos        | Deportivo UAG                    | 25 de septiembre        | 11:00                   |           |           |           |           |           |
| CD Oro                 | 2 - 1     | Atlético Zamora   | Colegio Once México              | 25 de septiembre        | 12:00                   |           |           |           |           |           |
| Cachorros León         | 3 - 0     | Topos de Reynosa  | Casa Club León                   | 26 de septiembre        | 11:00                   |           |           |           |           |           |
| Loritos U. de C.       | 3 - 0     | UAZ               | Olímpico Universitario de Colima | 26 de septiembre        | 12:00                   |           |           |           |           |           |
| DESCANSO               | DESCANSO  | DESCANSO          | Orinegros Ciudad Madero          | Orinegros Ciudad Madero | Orinegros Ciudad Madero |           |           |           |           |           |

| Jornada 7           | Jornada 7 | Jornada 7               | Jornada 7                            | Jornada 7             | Jornada 7             | Jornada 7 | Jornada 7 | Jornada 7 | Jornada 7 | Jornada 7 |
| Grupo A             | Grupo A   | Grupo A                 | Grupo A                              | Grupo A               | Grupo A               | Grupo A   | Grupo A   | Grupo A   | Grupo A   | Grupo A   |
| Local               | Resultado | Visitante               | Estadio                              | Fecha                 | Hora                  |           |           |           |           |           |
| ------------------- | --------- | ----------------------- | ------------------------------------ | --------------------- | --------------------- | --------- | --------- | --------- | --------- | --------- |
| América Coapa       | 2 - 1     | Emperadores de Texcoco  | Inst. Club América Coapa             | 8 de octubre          | 15:00                 |           |           |           |           |           |
| A.R. Tuzo           | 0 - 0     | Lobos Prepa             | Universidad del Fútbol               | 9 de octubre          | 11:00                 |           |           |           |           |           |
| Valle del Mezquital | 2 - 1     | Lobos París Poza Rica   | San Juan                             | 9 de octubre          | 16:00                 |           |           |           |           |           |
| Chetumal FC         | 3 - 0     | FICUMDEP Xalapa         | 10 de Abril                          | 9 de octubre          | 17:00                 |           |           |           |           |           |
| Tarascos Uruapan    | 2 - 3     | U.A. de Hidalgo         | U.D. Hermanos López Rayón            | 10 de octubre         | 15:00                 |           |           |           |           |           |
| Cuautla             | 3 - 0     | Coyotes de Xalapa       | Isidro Gil Tapia                     | 10 de octubre         | 16:00                 |           |           |           |           |           |
| Grupo B             |           |                         |                                      |                       |                       |           |           |           |           |           |
| Local               | Resultado | Visitante               | Estadio                              | Fecha                 | Hora                  |           |           |           |           |           |
| CD Apodaca          | 0 - 1     | Topos de Reynosa        | Unidad Deportiva La Talaverna        | 2 de octubre          | 11:00                 |           |           |           |           |           |
| Durango "B"         | 2 - 2     | Loritos U. de C.        | Cefofad                              | 2 de octubre          | 12:00                 |           |           |           |           |           |
| Atlético Zamora     | 2 - 2     | Cachorros UANL          | Unidad Deportiva El Chamizal         | 2 de octubre          | 15:15                 |           |           |           |           |           |
| UAZ                 | 1 - 4     | Cachorros León          | Universitario Unidad Deportiva Norte | 2 de octubre          | 19:15                 |           |           |           |           |           |
| Académicos          | 5 - 0     | CD Oro                  | Club Atlas Chapalita                 | 3 de octubre          | 11:00                 |           |           |           |           |           |
| Indios Cuauhtémoc   | 0 - 0     | Orinegros Ciudad Madero | Complejo Yvasa                       | 26 de octubre         | 15:00                 |           |           |           |           |           |
| DESCANSO            | DESCANSO  | DESCANSO                | Estudiantes Tecos "B"                | Estudiantes Tecos "B" | Estudiantes Tecos "B" |           |           |           |           |           |

| Jornada 8               | Jornada 8 | Jornada 8           | Jornada 8                        | Jornada 8     | Jornada 8 | Jornada 8 | Jornada 8 | Jornada 8 | Jornada 8 | Jornada 8 |
| Grupo A                 | Grupo A   | Grupo A             | Grupo A                          | Grupo A       | Grupo A   | Grupo A   | Grupo A   | Grupo A   | Grupo A   | Grupo A   |
| Local                   | Resultado | Visitante           | Estadio                          | Fecha         | Hora      |           |           |           |           |           |
| ----------------------- | --------- | ------------------- | -------------------------------- | ------------- | --------- | --------- | --------- | --------- | --------- | --------- |
| Emperadores de Texcoco  | 3 - 4     | Valle del Mezquital | Municipal Papalotla              | 15 de octubre | 11:00     |           |           |           |           |           |
| U.A. de Hidalgo         | 3 - 0     | A.R. Tuzo           | Universidad del Fútbol           | 15 de octubre | 12:00     |           |           |           |           |           |
| Coyotes de Xalapa       | 1 - 3     | Chetumal FC         | Antonio M. Quirazco              | 15 de octubre | 20:30     |           |           |           |           |           |
| Lobos Prepa             | 3 - 0     | América Coapa       | Ciudad Universitaria Puebla      | 16 de octubre | 13:00     |           |           |           |           |           |
| FICUMDEP Xalapa         | 2 - 4     | Tarascos Uruapan    | Deportivo Los Pinos              | 16 de octubre | 15:00     |           |           |           |           |           |
| Lobos París Poza Rica   | 0 - 2     | Cuautla             | Isidro Gil Tapia                 | 16 de octubre | 16:00     |           |           |           |           |           |
| Grupo B                 |           |                     |                                  |               |           |           |           |           |           |           |
| Local                   | Resultado | Visitante           | Estadio                          | Fecha         | Hora      |           |           |           |           |           |
| Cachorros UANL          | 2 - 2     | Académicos          | Instalaciones de Zuazua          | 9 de octubre  | 10:00     |           |           |           |           |           |
| Estudiantes Tecos "B"   | 1 - 2     | Indios Cuauhtémoc   | Deportivo UAG                    | 9 de octubre  | 11:00     |           |           |           |           |           |
| Topos de Reynosa        | 3 - 1     | UAZ                 | Unidad Deportiva Solidaridad     | 9 de octubre  | 17:00     |           |           |           |           |           |
| Cachorros León          | 2 - 1     | Durango "B"         | Casa Club León                   | 10 de octubre | 11:00     |           |           |           |           |           |
| Loritos U. de C.        | 3 - 3     | Atlético Zamora     | Olímpico Universitario de Colima | 10 de octubre | 12:00     |           |           |           |           |           |
| Orinegros Ciudad Madero | 4 - 1     | CD Apodaca          | Tamaulipas                       | 10 de octubre | 16:00     |           |           |           |           |           |
| DESCANSO                | DESCANSO  | DESCANSO            | CD Oro                           | CD Oro        | CD Oro    |           |           |           |           |           |

| Jornada 9               | Jornada 9 | Jornada 9              | Jornada 9                     | Jornada 9      | Jornada 9      | Jornada 9 | Jornada 9 | Jornada 9 | Jornada 9 | Jornada 9 |
| Grupo A                 | Grupo A   | Grupo A                | Grupo A                       | Grupo A        | Grupo A        | Grupo A   | Grupo A   | Grupo A   | Grupo A   | Grupo A   |
| Local                   | Resultado | Visitante              | Estadio                       | Fecha          | Hora           |           |           |           |           |           |
| ----------------------- | --------- | ---------------------- | ----------------------------- | -------------- | -------------- | --------- | --------- | --------- | --------- | --------- |
| América Coapa           | 1 - 2     | U.A. de Hidalgo        | Inst. Club América Coapa      | 22 de octubre  | 15:00          |           |           |           |           |           |
| A.R. Tuzo               | 1 - 1     | FICUMDEP Xalapa        | Universidad del Fútbol        | 23 de octubre  | 11:00          |           |           |           |           |           |
| Valle del Mezquital     | 0 - 2     | Lobos Prepa            | San Juan                      | 23 de octubre  | 16:00          |           |           |           |           |           |
| Lobos París Poza Rica   | 2 - 4     | Emperadores de Texcoco | Seminario Menor Acoxpa        | 24 de octubre  | 11:00          |           |           |           |           |           |
| Tarascos Uruapan        | 4 - 0     | Coyotes de Xalapa      | U.D. Hermanos López Rayón     | 24 de octubre  | 15:00          |           |           |           |           |           |
| Cuautla                 | 0 - 4     | Chetumal FC            | Isidro Gil Tapia              | 24 de octubre  | 16:00          |           |           |           |           |           |
| Grupo B                 |           |                        |                               |                |                |           |           |           |           |           |
| Local                   | Resultado | Visitante              | Estadio                       | Fecha          | Hora           |           |           |           |           |           |
| Durango "B"             | 2 - 0     | Topos de Reynosa       | Francisco Zarco               | 15 de octubre  | 16:00          |           |           |           |           |           |
| CD Apodaca              | 0 - 0     | UAZ                    | Unidad Deportiva La Talaverna | 16 de octubre  | 11:00          |           |           |           |           |           |
| Atlético Zamora         | 1 - 1     | Cachorros León         | Unidad Deportiva El Chamizal  | 16 de octubre  | 15:15          |           |           |           |           |           |
| Académicos              | 1 - 1     | Loritos U. de C.       | Alfredo "Pistache" Torres     | 17 de octubre  | 11:00          |           |           |           |           |           |
| Orinegros Ciudad Madero | 1 - 2     | Estudiantes Tecos "B"  | Tamaulipas                    | 17 de octubre  | 16:00          |           |           |           |           |           |
| Indios Cuauhtémoc       | 4 - 0     | CD Oro                 | Complejo Yvasa                | 18 de octubre  | 15:00          |           |           |           |           |           |
| DESCANSO                | DESCANSO  | DESCANSO               | Cachorros UANL                | Cachorros UANL | Cachorros UANL |           |           |           |           |           |

| Jornada 10            | Jornada 10 | Jornada 10              | Jornada 10                           | Jornada 10       | Jornada 10       | Jornada 10 | Jornada 10 | Jornada 10 | Jornada 10 | Jornada 10 |
| Grupo A               | Grupo A    | Grupo A                 | Grupo A                              | Grupo A          | Grupo A          | Grupo A    | Grupo A    | Grupo A    | Grupo A    | Grupo A    |
| Local                 | Resultado  | Visitante               | Estadio                              | Fecha            | Hora             |            |            |            |            |            |
| --------------------- | ---------- | ----------------------- | ------------------------------------ | ---------------- | ---------------- | ---------- | ---------- | ---------- | ---------- | ---------- |
| U.A. de Hidalgo       | 1 - 1      | Valle del Mezquital     | La Higa                              | 29 de octubre    | 12:00            |            |            |            |            |            |
| Coyotes de Xalapa     | 1 - 1      | A.R. Tuzo               | Antonio M. Quirazco                  | 29 de octubre    | 20:30            |            |            |            |            |            |
| Lobos Prepa           | 2 - 2      | Lobos París Poza Rica   | Ciudad Universitaria Puebla          | 30 de octubre    | 13:00            |            |            |            |            |            |
| FICUMDEP Xalapa       | 0 - 1      | América Coapa           | Deportivo Los Pinos                  | 30 de octubre    | 15:00            |            |            |            |            |            |
| Chetumal FC           | 2 - 1      | Tarascos Uruapan        | 10 de Abril                          | 30 de octubre    | 17:00            |            |            |            |            |            |
| Cuautla               | 4 - 0      | Emperadores de Texcoco  | Isidro Gil Tapia                     | 31 de octubre    | 16:00            |            |            |            |            |            |
| Grupo B               |            |                         |                                      |                  |                  |            |            |            |            |            |
| Local                 | Resultado  | Visitante               | Estadio                              | Fecha            | Hora             |            |            |            |            |            |
| Cachorros UANL        | 0 - 0      | Indios Cuauhtémoc       | Instalaciones de Zuazua              | 23 de octubre    | 10:00            |            |            |            |            |            |
| Estudiantes Tecos "B" | 4 - 2      | CD Apodaca              | Deportivo UAG                        | 23 de octubre    | 11:00            |            |            |            |            |            |
| CD Oro                | 3 - 2      | Orinegros Ciudad Madero | Colegio Once México                  | 23 de octubre    | 12:00            |            |            |            |            |            |
| Topos de Reynosa      | 1 - 2      | Atlético Zamora         | Unidad Deportiva Solidaridad         | 23 de octubre    | 17:00            |            |            |            |            |            |
| UAZ                   | 0 - 0      | Durango "B"             | Universitario Unidad Deportiva Norte | 23 de octubre    | 19:15            |            |            |            |            |            |
| Cachorros León        | 1 - 1      | Académicos              | Casa Club León                       | 24 de octubre    | 11:00            |            |            |            |            |            |
| DESCANSO              | DESCANSO   | DESCANSO                | Loritos U. de C.                     | Loritos U. de C. | Loritos U. de C. |            |            |            |            |            |

| Jornada 11              | Jornada 11 | Jornada 11        | Jornada 11                    | Jornada 11     | Jornada 11     | Jornada 11 | Jornada 11 | Jornada 11 | Jornada 11 | Jornada 11 |
| Grupo A                 | Grupo A    | Grupo A           | Grupo A                       | Grupo A        | Grupo A        | Grupo A    | Grupo A    | Grupo A    | Grupo A    | Grupo A    |
| Local                   | Resultado  | Visitante         | Estadio                       | Fecha          | Hora           |            |            |            |            |            |
| ----------------------- | ---------- | ----------------- | ----------------------------- | -------------- | -------------- | ---------- | ---------- | ---------- | ---------- | ---------- |
| A.R. Tuzo               | 3 - 2      | Chetumal FC       | Universidad del Fútbol        | 6 de noviembre | 12:00          |            |            |            |            |            |
| América Coapa           | 7 - 0      | Coyotes de Xalapa | Inst. Club América Coapa      | 6 de noviembre | 12:00          |            |            |            |            |            |
| Tarascos Uruapan        | 2 - 3      | Cuautla           | U.D. Hermanos López Rayón     | 6 de noviembre | 12:00          |            |            |            |            |            |
| Emperadores de Texcoco  | 0 - 2      | Lobos Prepa       | Municipal Papalotla           | 6 de noviembre | 12:00          |            |            |            |            |            |
| Lobos París Poza Rica   | 1 - 3      | U.A. de Hidalgo   | Seminario Menor Acoxpa        | 6 de noviembre | 12:00          |            |            |            |            |            |
| Valle del Mezquital     | 4 - 1      | FICUMDEP Xalapa   | San Juan                      | 6 de noviembre | 15:00          |            |            |            |            |            |
| Grupo B                 |            |                   |                               |                |                |            |            |            |            |            |
| Local                   | Resultado  | Visitante         | Estadio                       | Fecha          | Hora           |            |            |            |            |            |
| Indios Cuauhtémoc       | 4 - 3      | Loritos U. de C.  | Complejo Yvasa                | 29 de octubre  | 15:00          |            |            |            |            |            |
| CD Apodaca              | 0 - 1      | Durango "B"       | Unidad Deportiva La Talaverna | 30 de octubre  | 11:00          |            |            |            |            |            |
| Estudiantes Tecos "B"   | 1 - 1      | CD Oro            | Deportivo UAG                 | 30 de octubre  | 11:00          |            |            |            |            |            |
| Atlético Zamora         | 2 - 1      | UAZ               | Unidad Deportiva El Chamizal  | 30 de octubre  | 15:15          |            |            |            |            |            |
| Académicos              | 4 - 0      | Topos de Reynosa  | Alfredo "Pistache" Torres     | 30 de octubre  | 16:00          |            |            |            |            |            |
| Orinegros Ciudad Madero | 2 - 4      | Cachorros UANL    | Tamaulipas                    | 31 de octubre  | 16:00          |            |            |            |            |            |
| DESCANSO                | DESCANSO   | DESCANSO          | Cachorros León                | Cachorros León | Cachorros León |            |            |            |            |            |

| Durango "B"      | 2 - 2    | Atlético Zamora         | Francisco Zarco                      | 5 de noviembre   | 16:00            |
| Cachorros UANL   | 3 - 0    | Estudiantes Tecos "B"   | Instalaciones de Zuazua              | 6 de noviembre   | 10:00            |
| CD Apodaca       | 1 - 1    | CD Oro                  | Unidad Deportiva La Talaverna        | 6 de noviembre   | 11:00            |
| UAZ              | 2 - 2    | Académicos              | Universitario Unidad Deportiva Norte | 6 de noviembre   | 19:15            |
| Cachorros León   | 2 - 0    | Indios Cuauhtémoc       | Casa Club León                       | 7 de noviembre   | 11:00            |
| Loritos U. de C. | 8 - 1    | Orinegros Ciudad Madero | Olímpico Universitario de Colima     | 7 de noviembre   | 12:00            |
| DESCANSO         | DESCANSO | DESCANSO                | Topos de Reynosa                     | Topos de Reynosa | Topos de Reynosa |

| Orinegros Ciudad Madero | 1 - 2    | Cachorros León   | Tamaulipas                   | 13 de noviembre | 13:00 |
| CD Oro                  | 3 - 3    | Cachorros UANL   | Colegio Once México          | 13 de noviembre | 14:00 |
| Académicos              | 4 - 0    | Durango "B"      | Alfredo "Pistache" Torres    | 13 de noviembre | 15:00 |
| Estudiantes Tecos "B"   | 3 - 2    | Loritos U. de C. | Tres de Marzo                | 13 de noviembre | 15:00 |
| Indios Cuauhtémoc       | 2 - 0    | Topos de Reynosa | Complejo Yvasa               | 13 de noviembre | 15:00 |
| Atlético Zamora         | 1 - 0    | CD Apodaca       | Unidad Deportiva El Chamizal | 13 de noviembre | 15:15 |
| DESCANSO                | DESCANSO | DESCANSO         | UAZ                          | UAZ             | UAZ   |

## Tabla de promedios
| Posición | Equipo                              | Puntos | Juegos | Cociente |
| -------- | ----------------------------------- | ------ | ------ | -------- |
| 1.       | Chetumal FC                         | 28     | 11     | 2.5454   |
| 2.       | Indios Cuauhtémoc                   | 29     | 12     | 2.4166   |
| 3.       | 'U.A. de Hidalgo'                   | 26     | 11     | 2.3636   |
| 4.       | Lobos Prepa                         | 25     | 11     | 2.2727   |
| 5.       | Cachorros UANL                      | 27     | 12     | 2.2500   |
| 6.       | Cachorros León                      | 27     | 12     | 2.2500   |
| 7.       | Académicos                          | 26     | 12     | 2.1616   |
| 8.       | América Coapa                       | 23     | 11     | 2.0909   |
| 9.       | Loritos de la Universidad de Colima | 23     | 12     | 1.9166   |
| 10.      | Cuautla                             | 21     | 11     | 1.9090   |
| 11.      | Tarascos Uruapan                    | 17     | 11     | 1.5454   |
| 12.      | Durango "B"                         | 17     | 12     | 1.4166   |
| 13.      | Valle del Mezquital                 | 15     | 11     | 1.3636   |
| 14.      | Atlético Zamora                     | 16     | 12     | 1.3333   |
| 15.      | Estudiantes Tecos "B"               | 12     | 12     | 1.3333   |
| 16.      | Topos de Reynosa                    | 15     | 12     | 1.2500   |
| 17.      | CD Oro                              | 14     | 12     | 1.1666   |
| 18.      | Alto Rendimiento Tuzo               | 11     | 11     | 1.0000   |
| 19.      | UAZ                                 | 10     | 12     | 0.8333   |
| 20.      | Orinegros de Ciudad Madero          | 10     | 12     | 0.8333   |
| 21.      | FICUMDEP Xalapa                     | 9      | 11     | 0.8181   |
| 22.      | Coyotes de Xalapa                   | 9      | 11     | 0.8181   |
| 23.      | Emperadores de Texcoco              | 9      | 11     | 0.8181   |
| 24.      | Lobos París Poza Rica               | 5      | 11     | 0.4545   |
| 25.      | CD Apodaca                          | 2      | 12     | 0.1666   |

     Descienden a la Tercera División.

## Liguilla
|  | Cuartos de final                                        | Cuartos de final                                        | Cuartos de final                                        |       |                 | Semifinales                                     | Semifinales                                     | Semifinales                                     |  |  | Final                                        | Final                                        | Final                                        |
|  | 17 y 18 de noviembre (Ida) 20 y 21 de noviembre(Vuelta) | 17 y 18 de noviembre (Ida) 20 y 21 de noviembre(Vuelta) | 17 y 18 de noviembre (Ida) 20 y 21 de noviembre(Vuelta) |       |                 | 27 de noviembre(Ida) 3 y 4 de diciembre(Vuelta) | 27 de noviembre(Ida) 3 y 4 de diciembre(Vuelta) | 27 de noviembre(Ida) 3 y 4 de diciembre(Vuelta) |  |  | 11 de diciembre(Ida) 17 de diciembre(Vuelta) | 11 de diciembre(Ida) 17 de diciembre(Vuelta) | 11 de diciembre(Ida) 17 de diciembre(Vuelta) |
|  |                                                         |                                                         |                                                         |       |                 |                                                 |                                                 |                                                 |  |  |                                              |                                              |                                              |
|  | U.A. de Hidalgo                                         | 1                                                       | 1                                                       |       |                 |                                                 |                                                 |                                                 |  |  |                                              |                                              |                                              |
|  | Cachorros León                                          | 0                                                       | 0                                                       |       |                 |                                                 |                                                 |                                                 |  |  |                                              |                                              |                                              |
|  | Cachorros León                                          | 0                                                       | 0                                                       |       | U.A. de Hidalgo | 0                                               | 0                                               |                                                 |  |  |                                              |                                              |                                              |
|  |                                                         |                                                         |                                                         |       | U.A. de Hidalgo | 0                                               | 0                                               |                                                 |  |  |                                              |                                              |                                              |
|  |                                                         | Cachorros UANL                                          | 2                                                       | 0     |                 |                                                 |                                                 |                                                 |  |  |                                              |                                              |                                              |
|  | Lobos Prepa                                             | Cachorros UANL                                          | 2                                                       | 0     | 0               | 0                                               |                                                 |                                                 |  |  |                                              |                                              |                                              |
|  | Lobos Prepa                                             |                                                         |                                                         |       | 0               | 0                                               |                                                 |                                                 |  |  |                                              |                                              |                                              |
|  | Cachorros UANL                                          | 2                                                       | 1                                                       |       |                 |                                                 |                                                 |                                                 |  |  |                                              |                                              |                                              |
|  |                                                         |                                                         |                                                         |       |                 |                                                 |                                                 |                                                 |  |  | Cachorros UANL                               | 0                                            | 1                                            |
|  |                                                         |                                                         | Académicos                                              | 0     | 0               |                                                 |                                                 |                                                 |  |  |                                              |                                              |                                              |
|  | Chetumal F.C.                                           | 1                                                       | 3                                                       |       |                 |                                                 |                                                 |                                                 |  |  |                                              |                                              |                                              |
|  | América Coapa                                           | 0                                                       | 1                                                       |       |                 |                                                 |                                                 |                                                 |  |  |                                              |                                              |                                              |
|  | América Coapa                                           | 0                                                       | 1                                                       |       | Chetumal F.C.   | 0                                               | 3 (3)                                           |                                                 |  |  |                                              |                                              |                                              |
|  |                                                         |                                                         |                                                         |       | Chetumal F.C.   | 0                                               | 3 (3)                                           |                                                 |  |  |                                              |                                              |                                              |
|  |                                                         | Académicos                                              | 1                                                       | 2 (4) |                 |                                                 |                                                 |                                                 |  |  |                                              |                                              |                                              |
|  | Indios Cuauhtémoc                                       | Académicos                                              | 1                                                       | 2 (4) | 0               | 2                                               |                                                 |                                                 |  |  |                                              |                                              |                                              |
|  | Indios Cuauhtémoc                                       |                                                         |                                                         |       | 0               | 2                                               |                                                 |                                                 |  |  |                                              |                                              |                                              |
|  | Académicos                                              | 4                                                       | 1                                                       |       |                 |                                                 |                                                 |                                                 |  |  |                                              |                                              |                                              |

### Cuartos de final
| 17 de noviembre de 2010, 11:00 (UTC -6) | Cachorros León | 0:1 (0:1) | U.A. de Hidalgo | Casa Club León, León, Guanajuato                                        |                                                                         |
|                                         |                | Reporte   | 23' M. Ramírez  | Asistencia: 100 espectadores Árbitro(s): Emerson Gustavo Zamora Ramírez | Asistencia: 100 espectadores Árbitro(s): Emerson Gustavo Zamora Ramírez |

| 20 de noviembre de 2010, 11:00 (UTC -6)          | U.A. de Hidalgo | 1:0 (1:0) (Global 2:0) | Cachorros León | Instalaciones de La Higa, Pachuca, Hidalgo                        |                                                                   |
|                                                  | J. Bustos 10'   | Reporte                |                | Asistencia: 100 espectadores Árbitro(s): Fernando Hernández Gómez | Asistencia: 100 espectadores Árbitro(s): Fernando Hernández Gómez |
| U.A. de Hidalgo avanzó a Semifinales. Global 2-0 |                 |                        |                |                                                                   |                                                                   |

| 17 de noviembre de 2010, 10:00 (UTC -6) | Cachorros UANL     | 2:0 (0:0) | Lobos Prepa | Instalaciones de Zuazua, General Zuazua, Nuevo León                   |                                                                       |
|                                         | J. Chávez 73', 75' | Reporte   |             | Asistencia: 30 espectadores Árbitro(s): Carlos Eduardo Navarro Zavala | Asistencia: 30 espectadores Árbitro(s): Carlos Eduardo Navarro Zavala |

| 20 de noviembre de 2010, 13:00 (UTC -6)         | Lobos Prepa | 0:1 (0:0) (Global 0:3) | Cachorros UANL | Ciudad Universitaria de Puebla, Puebla, Puebla                  |                                                                 |
|                                                 |             | Reporte                | 80' O. Montoya | Asistencia: 100 espectadores Árbitro(s): Henry Ulises The Ávila | Asistencia: 100 espectadores Árbitro(s): Henry Ulises The Ávila |
| Cachorros UANL avanzó a Semifinales. Global 0-3 |             |                        |                |                                                                 |                                                                 |

| 17 de noviembre de 2010, 15:00 (UTC -6) | América Coapa | 0:1 (0:1) | Chetumal F.C.  | Instalaciones Club América, Ciudad de México               |                                                            |
|                                         |               | Reporte   | 20' S. Blancas | Asistencia: 300 espectadores Árbitro(s): Uriel Olvera Ríos | Asistencia: 300 espectadores Árbitro(s): Uriel Olvera Ríos |

| 20 de noviembre de 2010, 15:00 (UTC -6)   | Chetumal F.C.                             | 3:1 (2:1) (Global 4:1) | América Coapa | Estadio 10 de Abril, Chetumal, Quintana Roo                              |                                                                          |
|                                           | S. Blancas 1' · M. Mis 20' · G. Silva 89' | Reporte                | 32' J. Ayala  | Asistencia: 1 500 espectadores Árbitro(s): Rodolfo Jair Villanueva Pérez | Asistencia: 1 500 espectadores Árbitro(s): Rodolfo Jair Villanueva Pérez |
| Chetumal avanzó a Semifinales. Global 4-1 |                                           |                        |               |                                                                          |                                                                          |

| 18 de noviembre de 2010, 16:00 (UTC -6) | Académicos                                                     | 4:0 (2:0) | Indios Cuauhtémoc | Estadio Alfredo "Pistache" Torres, Zapopan, Jalisco                          |                                                                              |
|                                         | D. Díaz 3' · A. Pindter 25' · J. Barraza 64' · M. Barragán 86' | Reporte   |                   | Asistencia: 100 espectadores Árbitro(s): Marcos Adrián Aguilar Montes de Oca | Asistencia: 100 espectadores Árbitro(s): Marcos Adrián Aguilar Montes de Oca |

| 21 de noviembre de 2010, 11:00 (UTC -7)     | Indios Cuauhtémoc            | 2:1 (0:2) (Global 2:5) | Académicos  | Complejo Yvasa, Ciudad Juárez, Chihuahua                                |                                                                         |
|                                             | J. Tapia 78' · H. García 88' | Reporte                | 2' D. Mejía | Asistencia: 100 espectadores Árbitro(s): Jesús Leopoldo Guerrero García | Asistencia: 100 espectadores Árbitro(s): Jesús Leopoldo Guerrero García |
| Académicos avanzó a Semifinales. Global 2-5 |                              |                        |             |                                                                         |                                                                         |

### Semifinales
| 27 de noviembre de 2010, 13:15 (UTC -6) | Cachorros UANL                | 2:0 (2:0) | U.A. de Hidalgo | Instalaciones de Zuazua, General Zuazua, Nuevo León                 |                                                                     |
|                                         | J. Chávez 10' · K. Gattaz 22' | Reporte   |                 | Asistencia: 50 espectadores Árbitro(s): Saúl Fernando Orozco Nájera | Asistencia: 50 espectadores Árbitro(s): Saúl Fernando Orozco Nájera |

| 3 de diciembre de 2010, 12:00 (UTC -6)       | U.A. de Hidalgo | 0:0 (Global 0:2) | Cachorros UANL | Instalaciones de La Higa, Pachuca, Hidalgo                   |                                                              |
|                                              |                 | Reporte          |                | Asistencia: 200 espectadores Árbitro(s): Arturo Cruz Hurtado | Asistencia: 200 espectadores Árbitro(s): Arturo Cruz Hurtado |
| Cachorros UANL avanzó a la Final. Global 0-2 |                 |                  |                |                                                              |                                                              |

| 27 de noviembre de 2010, 16:00 (UTC -6) | Académicos       | 1:0 (0:0) | Chetumal F.C. | Estadio Alfredo "Pistache" Torres, Zapopan, Jalisco                      |                                                                          |
|                                         | J. Barraza 90+2' | Reporte   |               | Asistencia: 300 espectadores Árbitro(s): Antonio de Jesús Olalde Vázquez | Asistencia: 300 espectadores Árbitro(s): Antonio de Jesús Olalde Vázquez |

| 4 de diciembre de 2010, 15:00 (UTC -6)                             | Chetumal F.C.           | 3:2 (3:1) (3:4 p.)(Global 3:3) | Académicos                      | Estadio 10 de Abril, Chetumal, Quintana Roo                               |                                                                           |
|                                                                    | Mendivi Mis 4', 8', 83' | Reporte                        | 20' Marvin Mis · 41' J. Barraza | Asistencia: 3 500 espectadores Árbitro(s): Miguel Cuauhtémoc Ríos Jiménez | Asistencia: 3 500 espectadores Árbitro(s): Miguel Cuauhtémoc Ríos Jiménez |
| Académicos avanzó a la Final tras ganar 3-4 en penales. Global 3-3 |                         |                                |                                 |                                                                           |                                                                           |

### Final
| 11 de diciembre de 2010, 16:00 (UTC -6) | Académicos | 0:0     | Cachorros UANL | Estadio Alfredo "Pistache" Torres, Zapopan, Jalisco                 |                                                                     |
|                                         |            | Reporte |                | Asistencia: 1 000 espectadores Árbitro(s): Jesús Bisguerra Mendiola | Asistencia: 1 000 espectadores Árbitro(s): Jesús Bisguerra Mendiola |

| 17 de diciembre de 2010, 10:00 (UTC -6)                          | Cachorros UANL | 1:0 (1:0) (Global 1:0) | Académicos | Instalaciones de Zuazua, General Zuazua, Nuevo León                  |                                                                      |
|                                                                  | J. Campoy 32'  | Reporte                |            | Asistencia: 300 espectadores Árbitro(s): Saúl Fernando Orozco Nájera | Asistencia: 300 espectadores Árbitro(s): Saúl Fernando Orozco Nájera |
| Cachorros UANL campeón del Torneo Independencia 2010. Global 1-0 |                |                        |            |                                                                      |                                                                      |

| Campeón Independencia 2010 |
| -------------------------- |
|                            |
| Cachorros UANL             |
| 1.er Título                |